# Tumulus du Mané er Hroëck
Le tumulus du Mané er Hroëck (Mané-er-Hroueg), appelé aussi tumulus du Ruyk, est un tumulus mégalithique situé à Locmariaquer, dans le Morbihan en France. La chambre funéraire qui abrite fut découverte inviolée et elle a livré un très riche mobilier daté du Néolithique.

## Historique
Le tumulus a été fouillé en 1863 par René Galles. Il est classé au titre des monuments historiques par la liste de 1889.

## Description
Le tumulus a la forme d'un ellipsoïde qui aurait été coupé en deux suivant son grand axe orienté nord-ouest/sud-est. Il mesure environ 100 m de long sur 60 m de large et 10 m de hauteur, représentant un volume d'environ 20 000 m3. Il est constitué d'une couche de terre d'environ 0,40 m  d'épaisseur recouvrant un cairn constitué de pierres disposées en vrac. Il recouvre une chambre, s'apparentant à un grand coffre mégalithique, mesurant 4 m de long d'est en ouest et 3 m de large du nord au sud, délimité par des murs en pierres sèches d'assez grande taille. La hauteur sous dalle est de 1,72 m au centre de la chambre. L'ensemble est recouvert par deux dalles de couverture, elles-mêmes recouvertes par une troisième dalle. Le sol de la chambre est dallé avec des pierres plates de très grande taille. Le dallage est séparé en deux parties par une rangée de pierres peu épaisses posées sur chant traversant le coffre dans sa largeur jusqu'au sol naturel. L'entrée actuelle correspond à un aménagement moderne destiné à permettre d’accéder à l'intérieur du coffre.
Dans le cairn, Galles découvrit une stèle de forme parallélépipédique de 1,20 m de long sur 0,40 m de large et 0,20 m d'épaisseur. Elle est constituée d'une dalle en granite parfaitement plane, dont seuls les côtés ont été égalisés et légèrement arrondis. Une face de la stèle est recouverte gravures. Cette pierre a été après fouille scellée à l'intérieur de la chambre mais en 1993 la partie gauche du bas de la stèle a été volée.
Les deux menhirs de Mané-er-Hroëk sont situés à 50 m au sud-est.

## Matériel archéologique
Dans la couche de terre supérieure surmontant le cairn, Galles découvrit un petit mobilier d'époque romaine constitué de onze médailles, de grains de collier en verre et terre cuite colorée, de débris de bronze et de fragments d'un vase romain.

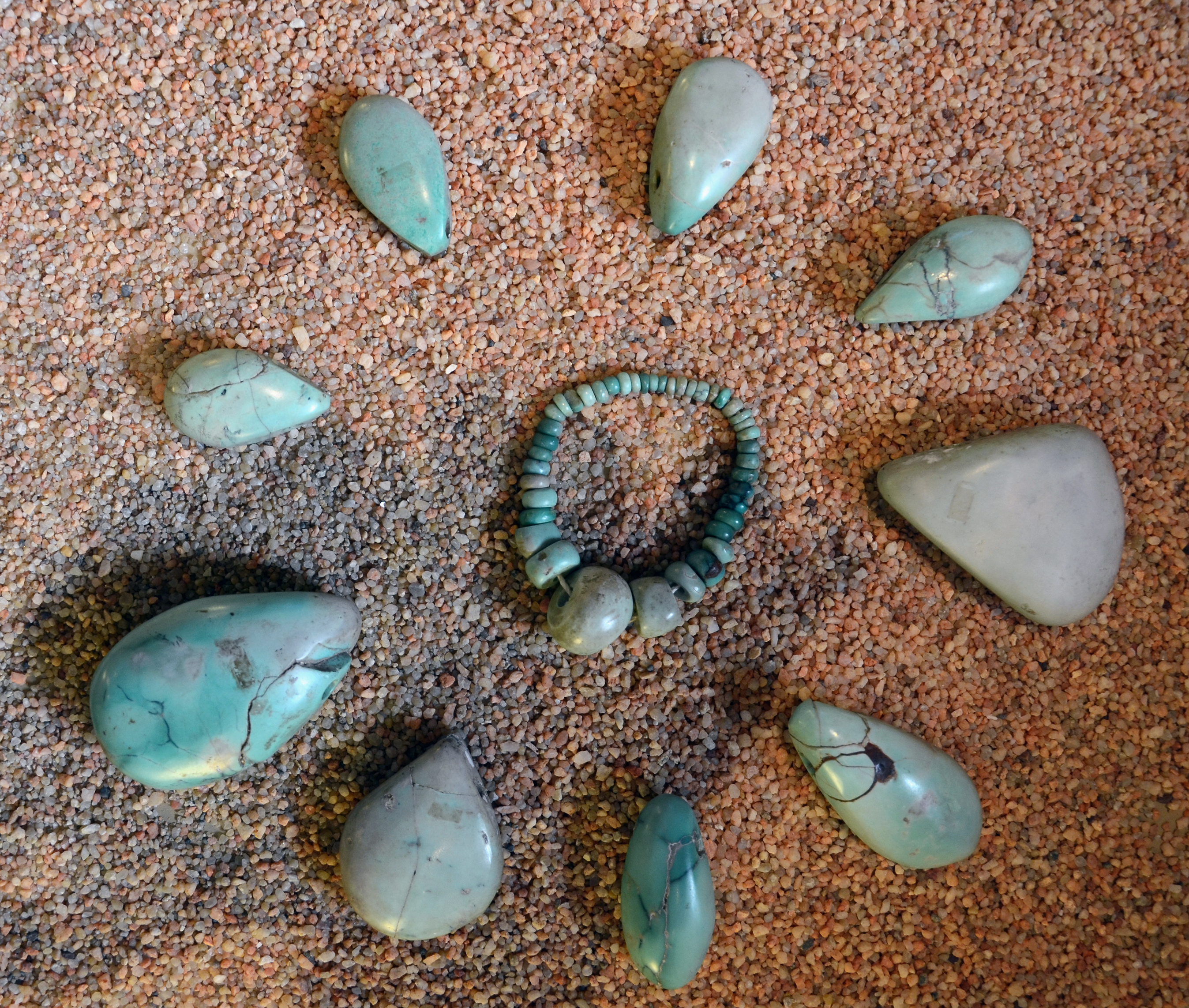
Collier en callaïs et pendeloques en jaspe du tumulus de Mané-er-Hroek.

Le tumulus n'avait pas été fouillé et la chambre fut découverte inviolée. C'est au centre de la chambre que Galles découvrit le grand anneau en jadéite (93 mm de diamètre extérieur, 83 mm de diamètre extérieur, épais de 7 mm) sur lequel était posé la pointe d'une hache en jadéite mesurant 350 mm de long. « Au bout de la hache, près de la tranche, se trouvent deux grosses pendeloques en jaspe vert ; plus loin une hache en jade blanc, et encore une pendeloque de jaspe ». En complément, Galles recueillit un total de 9 pendeloques en jaspe, 45 grains de collier en callaïs, 101 haches polies en fibrolithe, 3 silex très tranchants et beaucoup de charbon de bois.
Ces objets sont conservés dans les collections de la Société polymathique du Morbihan, au musée d'histoire et d'archéologie de Vannes.

## Folklore
Le tumulus constitue une éminence artificielle placée à l'embouchure de la rivière d'Auray près de la pointe de Kerpenhir. Son nom breton Mané er Hroëck signifie la « colline de la fée ». Selon une légende, la mère d'un jeune homme parti en mer se désespérait de le voir revenir et chaque jour, durant des années, elle se rendait à la pointe de Kerpenhir espérant apercevoir la voile du bateau annonçant son retour. Un soir, une vieille femme s'approcha d'elle et lui conseilla d’amonceler un gros tas de pierres afin qu'étant grimpée dessus elle puisse voir beaucoup plus loin. Toute la nuit, aidé par la vieille femme, la mère entassa des pierres. Au matin, montée au sommet de l'énorme butte ainsi constituée, elle aperçut la voile du bateau de son fils et la vieille femme, qui était en réalité une fée, avait disparu.